# Aplidium seeligeri
Aplidium seeligeri is een zakpijpensoort uit de familie van de Polyclinidae. De wetenschappelijke naam van de soort is voor het eerst geldig gepubliceerd in 1960 door Millar.